# SS-Baubrigade
Die insgesamt fünf SS-Baubrigaden waren mobile KZ-Kommandos zur Zeit des Nationalsozialismus, die während des Zweiten Weltkrieges ab Herbst 1942 im Wesentlichen nach alliierten Bombenangriffen für die Trümmerbeseitigung und zu Bauarbeiten sowie zur Bergung von Leichen in zerstörten deutschen Städten eingesetzt wurden. Neben den SS-Baubrigaden wurden ab Herbst 1944 noch acht SS-Eisenbahnbaubrigaden mit jeweils etwa 500 KZ-Häftlingen gebildet (KZ auf Schienen), die in Eisenbahnzügen untergebracht waren und vorwiegend beim Gleisbau eingesetzt wurden. Bei den SS-Bau- und SS-Eisenbahnbaubrigaden waren insgesamt etwa 20.000 Häftlinge eingesetzt. Die Todesrate in den einzelnen SS-Baubrigaden war sehr unterschiedlich und reichte von einigen wenigen Opfern bis zu einem Drittel der Häftlinge. Mit Aufstellung der SS-Bau- beziehungsweise SS-Eisenbahnbaubrigaden wurde das Konzentrationslagersystem nicht nur erheblich ausgeweitet, sondern KZ-Häftlinge wurden erstmals auch massenhaft im öffentlichen Raum eingesetzt.
Die SS-Bau- und SS-Eisenbahnbaubrigaden unterstanden dem Amtsleiter der Amtsgruppe C im SS-Wirtschafts- und Verwaltungshauptamt (SS-WVHA) Hans Kammler, der die Aufstellung von mobilen Häftlingsarbeitskommandos auch angeregt hatte. Der Einsatz dieser Baubrigaden erfolgte in enger Abstimmung mit Rüstungsminister Albert Speer. Kammler delegierte die Leitung der SS-Bau- und Eisenbahnbrigaden an Gerhard Weigel, der im Oktober 1944 zum Inspekteur sämtlicher SS-Baubrigaden ernannt wurde. Ab Anfang Januar 1945 waren alle SS-Baubrigaden beziehungsweise SS-Eisenbahnbaubrigaden organisatorisch dem KZ Sachsenhausen angegliedert.

## SS-Baubrigade I
Im Oktober 1942 wurde im KZ Sachsenhausen die SS-Baubrigade I aus 1.000 KZ-Häftlingen aufgestellt. Von den 1.000 KZ-Häftlingen mussten 600 Häftlinge in Düsseldorf und 400 in Duisburg im Auftrag der jeweiligen Stadtverwaltung Trümmer beseitigen.
Anfang März 1943 wurden die 1000 Häftlinge der SS-Baubrigade I in das Lager Sylt auf der Kanalinsel Alderney überstellt. Dort mussten die nun dem KZ Neuengamme unterstellten Häftlinge im Auftrag des Oberkommandos der Wehrmacht und der Organisation Todt Befestigungsanlagen aufgrund einer befürchteten Invasion der Alliierten errichten. Am 24. Juni 1944 wurden die Häftlinge der SS-Baubrigade I von Alderney aufs Festland verbracht und mussten an der belgisch-französischen Grenze Anlagen zum Abschuss von Raketen errichten.
Im September 1944 wurden 550 Häftlinge der SS-Baubrigade I nach Rehungen verlegt, um Infrastrukturarbeiten für die SS auszuführen. In Hohlstedt wurde zusätzlich für 200 bis 300 Häftlinge eine Nebenstelle des Hauptlagers Rehungen eingerichtet, wo die Häftlinge Gleisbauarbeiten für die Deutsche Reichsbahn verrichten mussten. Von September bis Ende Oktober 1944 war die SS-Baubrigade dem KZ Buchenwald unterstellt und danach dem KZ Mittelbau. Zwischen dem 5. und 7. April 1945 wurden die Häftlinge aus Rehungen gemeinsam mit jenen aus Hohlstedt vor den vorrückenden Alliierten über Umwege in ein KZ-Außenlager des KZ Mauthausen verbracht, wo sie am 5. Mai 1945 von Angehörigen der US-Armee befreit wurden.

## SS-Baubrigade II
Im Oktober 1942 wurde im KZ Neuengamme die SS-Baubrigade II aus 1.000 KZ-Häftlingen aufgestellt. Von den 1.000 KZ-Häftlingen mussten 750 Häftlinge in Bremen und 250 in Osnabrück im Auftrag der jeweiligen Stadtverwaltung Trümmer beseitigen, Leichen bergen und Bomben entschärfen. Eine weitere Nebenstelle der SS-Baubrigade II, die 175 KZ-Häftlinge umfasste, bestand von Frühjahr 1943 bis November 1943 in Wilhelmshaven. Zwischen dem 7. August 1943 und April 1944 verrichteten bis zu 930 Häftlinge Aufräumungs- und Bergungsarbeiten in Hamburg nach Anforderung durch den dortigen Polizeipräsidenten. Mitte April 1944 wurde die SS-Baubrigade II für Bau- und Aufräumarbeiten nach Berlin verlegt. In diesem Zuge wechselte die Unterstellung vom KZ Neuengamme zum KZ Sachsenhausen.

## SS-Baubrigade III
Die SS-Baubrigade III wurde im September 1942 aufgestellt. Zwischen September 1942 und Mai 1944 mussten bis zu 1000 KZ-Häftlinge in der Hauptsache im Messelager Köln, aber auch in den Nebenstellen Düsseldorf, Dortmund und Bergisch Gladbach Bau- und Räumarbeiten durchführen.
Anfang Mai 1944 wurden die Häftlinge der SS-Baubrigade III nach Wieda und später auch in dessen Nebenlagern in Nüxei, Mackenrode und Osterhagen überstellt. Im Auftrag des SS-Führungsstabes B13 führten etwa 300 Häftlinge im neu gegründeten KZ-Außenlager Wieda Gleisbauarbeiten für die Helmetalbahn durch. Jeweils etwa 300 Häftlinge mussten in den Nebenlagern in Nüxei, Osterhagen und Mackenrode Gleis-, Rodungs- und Erdarbeiten verrichten. Bis Ende Oktober 1944 unterstand die SS-Baubrigade III dem KZ Buchenwald und danach dem KZ Mittelbau. Am 6. April 1945 wurden die Häftlinge aus den Konzentrationslagern Mackenrode, Nüxei und Osterhagen zu Fuß ins KZ Wieda getrieben. Von dort mussten alle Häftlinge zusammen am 7. April 1945 zu Fuß über den Harz marschieren. Nach einem Räumungstransport per Bahn in die Altmark und einem weiteren Todesmarsch zu Fuß nach Gardelegen wurden die meisten beim Massaker in der Isenschnibber Feldscheune am 13. April 1945 gemeinsam mit weiteren KZ-Häftlingen aus anderen geräumten Konzentrationslagern eingesperrt und verbrannt.

## SS-Baubrigade IV
Im August 1943 traf die Baubrigade IV aus Buchenwald in Wuppertal ein und richtete dort das KZ Außenlager Königshöher Weg her. Bis zum Mai 1944 waren etwa 600 Häftlinge der SS-Baubrigade IV in Wuppertal im Auftrag der dortigen Stadtverwaltung zu Aufräumarbeiten, Leichenbergungen etc. eingesetzt.
Mitte Mai 1944 wurde die SS-Baubrigade IV nach Ellrich verlegt, wo die Häftlinge im neu gegründeten KZ-Außenlager Ellrich-Bürgergarten in der Gaststätte Bürgergarten eingepfercht wurden. Daneben gab es in Ellrich bereits seit Anfang Mai 1944 das KZ Ellrich-Juliushütte, das größte Außenlager des KZ-Lagerkomplexes Mittelbau. Als Nebenlager von Ellrich-Bürgergarten wurde Anfang September 1944 das KZ Günzerode eingerichtet. In den zwei Lagern Ellrich-Bürgergarten und Günzerode, die beide dem KZ Mittelbau unterstellt waren, mussten jeweils bis zu 950 Häftlinge Gleisbauarbeiten für die Helmetalbahn verrichten. Zwischen dem 6. und 10. April 1945 wurden die Lager vor den heranrückenden Alliierten geräumt. Ein Teil der Häftlinge wurde Mitte April 1945 nach einem Todesmarsch bei Güntersberge durch Angehörige der US-Armee befreit. Eine kleinere Gruppe von etwa 350 Häftlingen wurde nach Gardelegen getrieben und dort am 13. April 1945 beim Massaker in der Isenschnibber Feldscheune ermordet.

## SS-Baubrigade V
Von März 1944 bis August 1944 war die in Köln aufgestellte SS-Baubrigade V in Nordfrankreich stationiert. Dort bestanden mindestens 14 Außenlager der unter anderem im Hauptstandort Doullens stationierten V. SS-Baubrigade. Die Häftlinge bauten im Auftrag der Luftwaffe Anlagen zum Abschuss der Rakete A 4.
Im Herbst 1944 wurden die Häftlinge der SS-Baubrigade V auf die SS-Baubrigaden III und IV verteilt bzw. bildeten sie den Grundstock der SS-Eisenbahnbaubrigade V.

## SS-Baubrigade VI
Der Stab einer SS-Baubrigade VI erscheint im Februar 1945 in der Feldpostübersicht, die Einheit kommt aber vermutlich nie zum Einsatz.

## SS-Eisenbahnbaubrigaden
Die SS-Eisenbahnbaubrigaden wurden in einer Stärke von 504 Häftlingen ab Herbst 1944 aufgestellt. Die Häftlinge fanden – ebenso wie das SS-Bewachungspersonal – Unterkunft in den aus bis zu 50 Waggons bestehenden Bauzügen. In den einzelnen Waggons befanden sich jeweils 24 bis zu 40 KZ-Häftlinge. Die Waggons für die Häftlinge waren im Gegensatz zu jenen des Wachpersonals bzw. der Funktionshäftlinge nur spärlich beleuchtet und mäßig beheizt.
Neben Gleisbauarbeiten wurden die Häftlinge auch zur Schwerstarbeit bei der Instandsetzung von zerstörten Bahnhöfen etc. eingesetzt. Um die Bauzüge vor Angriffen zu schützen, wurden sie teils von Flakkommandos begleitet.
| SS-Bezeichnung                                             | Zeitraum                             | Durchschnittliche Häftlingsanzahl / davon verstorben | Häftlingseinsatz                                                                           | Auftraggeber                          | Evakuierung                                                                                      | Bemerkungen |
| ---------------------------------------------------------- | ------------------------------------ | ---------------------------------------------------- | ------------------------------------------------------------------------------------------ | ------------------------------------- | ------------------------------------------------------------------------------------------------ | --- |
| 5. SS-Eisenbahnbaubrigade                                  | 8. Oktober 1944 – April 1945         | etwa 500 Männer / k. A.                              | Gleisbau, Trümmerbeseitigung                                                               | Reichsbahn, Stadtverwaltung Osnabrück | Evakuierung Richtung Flensburg, Befreiung am 5. Mai 1945 auf dem Schiff Apollo                   | Ende Oktober 1944 bis Januar 1945 KZ Mittelbau, dann KZ Sachsenhausen unterstellt                                                                  |
| 6. SS-Eisenbahnbaubrigade, zuvor 1. SS-Eisenbahnbaubrigade | 12. September 1944 – 8. April 1945   | 500 Männer / k. A.                                   | Gleisbau, Ausschachtungsarbeiten in Sangerhausen für Telefonleitungen                      | SS                                    | Evakuierung mit der Bahn, am 4. Mai 1945 in Salzburg befreit                                     | Ende Oktober 1944 bis Januar 1945 KZ Mittelbau, dann KZ Sachsenhausen unterstellt                                                                  |
| 7. SS-Eisenbahnbaubrigade, zuvor 2. SS-Eisenbahnbaubrigade | 19. September 1944 – 2. April 1945   | 470 Männer/ mindestens 12                            | Gleisreparatur                                                                             | SS                                    | Evakuierung mit der Bahn Anfang April in zwei Transporten Richtung Bodensee und Bad Schussenried | zunächst dem KZ Auschwitz, Anfang Oktober dem KZ Buchenwald, Ende Oktober 1944 bis Januar 1945 dem KZ Mittelbau, dann KZ Sachsenhausen unterstellt |
| 8. SS-Eisenbahnbaubrigade                                  | 20. November 1944 – März 1945        | 504 Männer/ca. 20                                    | Gleisreparatur, Instandsetzung eines Eisenbahntunnels in Stuttgart                         | SS                                    | Evakuierung mit der Bahn ab Mitte März 1945, am 3. Mai 1945 Befreiung in Bergen                  | zunächst dem KZ Sachsenhausen, Ende November 1944 bis Januar 1945 dem KZ Mittelbau, dann KZ Sachsenhausen unterstellt                              |
| 9. SS-Eisenbahnbaubrigade                                  | wurde wahrscheinlich nie aufgestellt |                                                      |                                                                                            |                                       |                                                                                                  | |
| 10. SS-Eisenbahnbaubrigade                                 | Dezember 1944                        | 504 Männer                                           | ab Januar 1945 Gleisbauarbeiten in Offenburg                                               |                                       |                                                                                                  | KZ Buchenwald, Januar 1945 KZ Sachsenhausen unterstellt                                                                                            |
| 11. SS-Eisenbahnbaubrigade (Bad Sassendorf)                | 8. Februar 1945 – 4./5. April 1945   | 504 Männer/mindestens 33                             | Gleisbauarbeiten am 1944 zerstörten Soester Bahnhof                                        | Deutsche Reichsbahn                   | Todesmarsch nach Höxter, dann Transport nach KZ Sachsenhausen, KZ Dachau, KZ Ebensee             | 1945 KZ Sachsenhausen unterstellt |
| 12. SS-Eisenbahnbaubrigade                                 | 24. Dezember 1944 – Frühjahr 1945    | 504 Männer/mindestens 11                             | bis Januar 1945 Gleisbauarbeiten Lahnstein bei Koblenz, dann Bad Kreuznach, Bahnhof Gießen | Deutsche Reichsbahn                   | über Linz zum Teil ins KZ Ebensee                                                                | KZ Sachsenhausen |
| 13. SS-Eisenbahnbaubrigade                                 | 18. Januar 1945 – Frühjahr 1945      | 504 Männer                                           | bis Januar 1945 Reichertshofen, dann Standort bei Limburg                                  | Reichsbahndirektion Erfurt            |                                                                                                  | im KZ Dachau aufgestellt, dem KZ Sachsenhausen unterstellt                                                                                         |

### 13. SS-Eisenbahnbaubrigade
Die 13. Eisenbahnbaubrigade wurde im Januar 1945 vom KZ Dachau aufgestellt und hatte ihren Standort zuletzt bis März 1945 in Limburg an der Lahn. Sie war – wie alle anderen Baubrigaden – formal dem KZ Sachsenhausen unterstellt. Einsatzorte der 13. Baubrigade sind an mindestens fünf verschiedenen Standorten in Limburg an der Lahn, Villmar, Frankfurt, Koblenz und Fulda dokumentiert. Zugeordnet waren die 504 Männer, KZ-Häftlinge unterschiedlichster nationaler Herkunft, der Reichsbahndirektion Erfurt, sie waren in einem KZ auf Schienen unter desolaten Bedingungen u. a. im Bereich des heutigen Limburger Bahnhofs in Eisenbahnwaggons interniert. Ihre Aufgabe stand im Kontext des Transports der sogenannten Vergeltungswaffen, die in der letzten Kriegsphase auf dem Schienenweg vom Harz an die Westfront gebracht werden sollten. Nach Bombenangriffen mussten die in den Baubrigaden eingesetzten KZ-Häftlinge schnellstmöglich die „Trümmer wegräumen und Schienen reparieren“. Die Bewachung der Gefangenen erfolgte unter einem SS-Kommando mit Beteiligung älterer Eisenbahner. In den Eisenbahnwaggons waren die Häftlinge schutzlos den Bombenangriffen ausgesetzt, auch starben viele an Hunger, Entkräftung und einer Typhusepidemie. Am Standort Limburg seien viele Häftlinge nach Zeugenerinnerungen „wahllos erschossen“ worden. Auch habe es Erschießungen gegeben, wenn die Häftlinge nach Bombenangriffen nicht rechtzeitig aus der Deckung kamen. Ganz besonders brutal sei der von den Häftlingen als „Maschinenpistole“ titulierte SS-Sturmmann Johann Penkowski vorgegangen, der im März 1945 in einem Wald bei Limburg für die Erschießung von mindestens fünf Häftlinge verantwortlich gewesen sein soll, und im März 1945 bei einem Bombenangriff in Eschhofen ums Leben kam. Penkowski ist auf dem Runkeler Kriegsgräberfriedhof (Grabreihe 10/Nr. 166), unweit der Begräbnisstätte von Zwangsarbeitern, beigesetzt. Im März 1945 wurde die „Evakuierung“ der 13. Baubrigade vorgenommen, wobei viele der Häftlinge den Todesmarsch und Transport ins KZ Buchenwald nicht überlebten. Von den ehemals 504 in Limburg internierten Männern kamen in Buchenwald 185 an, einige Teilgruppen wurden auf ihrem Evakuierungsmarsch befreit, wiederum andere konnten fliehen. Wie viele Häftlinge nicht überlebten, ist noch nicht erforscht. Eine Liste mit den 504 Namen der Häftlinge ist allerdings vollständig erhalten. Die von der Staatsanwaltschaft Limburg a. d. Lahn übernommenen Vorermittlungen der Zentralen Stelle der Landesjustizverwaltungen in Ludwigsburg gegen die Verantwortlichen für die an den Häftlingen der 13. Baubrigade begangenen Verbrechen wurden am 20. März 1974 eingestellt. Die politischen Gremien der Stadt Limburg diskutieren die Einrichtung eines Gedenk- und Erinnerungsortes für die Opfer der 13. SS-Baubrigade seit August 2012. In der Sitzung am 1. Februar 2013 wurde der vorbereitende Beschlussvorschlag zur Einrichtung einer Gedenkstätte auf dem Gelände des ehemaligen Limburger Eisenbahn-Ausbesserungswerks, heute ein Industriedenkmal und Einkaufs- und Freizeitzentrum mit Namen WERKStadt, einstimmig befürwortet.